# 倒淌河镇
倒淌河镇，是中华人民共和国青海省海南藏族自治州共和县下辖的一个行政建制镇。镇南部为巴卡台农牧场（巴卡台农场），是共和县下辖的一个类似乡级单位。

## 行政区划
倒淌河镇下辖以下地区：
倒淌河社区、哈乙亥村、次汗达哇村、拉乙亥麻村、元者村、东卫村、蒙古村、黄科村、甲乙村和黑科村。